# Spodnja Brnca
Spódnja Bŕnca je levi pritok Pesnice v severovzhodni Sloveniji. Izvira v plitvi dolini pod vasjo Rotman v južnem delu Slovenskih goric in teče proti jugu in jugozahodu po razmeroma široki dolini z mokrotnim dnom mimo vasi Hlaponci do izliva v Pesnico.
Nekoč je potok tekel po mokrotni, skoraj povsem neposeljeni dolini, v sklopu obsežnih melioracijskih del v Pesniški dolini so ga v 60. letih dvajsetega stoletja regulirali in precejšen del dolinskega dna spremenili v njivske površine. Spodnji del potoka so speljali po umetnem jarku naravnost proti Pesnici, prej pa je tekel tik ob vzhodnem robu doline mimo vasi Žamenci in Strejaci ter se v Pesnico izlival šele malo nad Tibolci.